# Écio Capovilla
Écio Capovilla o simplemente Écio (Valinhos, 11 de noviembre de 1936-28 de septiembre de 2020) fue un futbolista brasileño que jugaba como mediocampista defensivo.

## Trayectoria
Se inició en el fútbol jugando por el Vasco da Gama y el Fluminense. 
Destacó su paso por el Vasco compartiendo equipo con el mítico Bellini y ganando varios títulos estaduales. Su estilo de juego era elegante, se le conocía por su caballerosidad en los campos de juego. 
Jugó también por el Sporting Cristal de Perú en 1964 dejando muy grata impresión.
Sus últimos años jugó en el Palmeiras y en la segunda división de su país.

## Selección
Jugó por la selección de fútbol de Brasil e integró el plantel que ganó la desaparecida Copa del Atlántico de 1960, donde compartió equipo con Pelé y Djalma Santos.

## Clubes
| Club             | País   | Año         |
| ---------------- | ------ | ----------- |
| Vasco da Gama    | Brasil | 1956        |
| Fluminense       | Brasil | 1957        |
| Vasco da Gama    | Brasil | 1958 - 1963 |
| Sporting Cristal | Perú   | 1964 - 1966 |
| Palmeiras        | Brasil | 1967        |

## Palmarés

### Campeonatos nacionales
| Título               | Club          | País   | Año  |
| -------------------- | ------------- | ------ | ---- |
| Campeonato Carioca   | Vasco da Gama | Brasil | 1956 |
| Campeonato Carioca   | Vasco da Gama | Brasil | 1958 |
| Torneo Río-São Paulo | Vasco da Gama | Brasil | 1958 |

### Campeonatos internacionales
| Título             | Club                          | País   | Año  |
| ------------------ | ----------------------------- | ------ | ---- |
| Copa del Atlántico | Selección de fútbol de Brasil | Brasil | 1960 |